# Kühlungsborner Straße 1

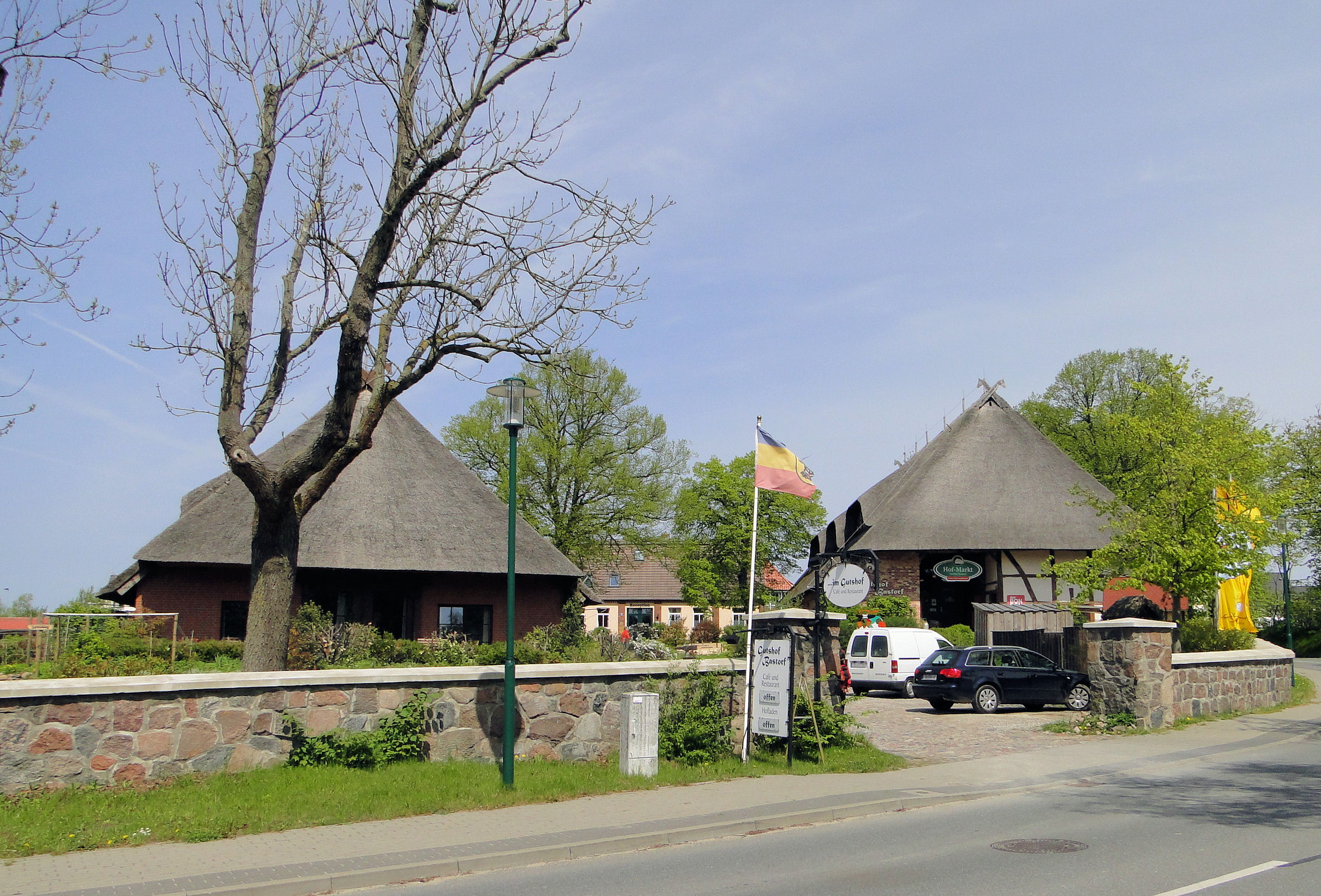
Gutshof Bastorf

Der Gutshof Bastorf ist ein ehemaliges Bauerngehöft in der Kühlungsborner Straße 1 in Bastorf im Landkreis Rostock, etwa drei Kilometer von dem Ostseebad Kühlungsborn und sechs Kilometer von dem Ostseebad Rerik entfernt. Das Ensemble steht als Bauernhof mit Wohnhaus und 2 Stallscheunen unter Denkmalschutz.

## Geschichte
Die Ursprünge des Gutshofs gehen auf das 18. Jahrhundert zurück. Im Jahr 1750 wurde die westliche Scheune errichtet, damals diente diese gleichzeitig als Stallung und Unterkunft für die Bauern. Die Scheune wurde stetig durch weitere Stallungen und Heuböden erweitert. Der Hof versorgte die Einwohner Bastorfs mit Getreide und anderen Rohstoffen. Aufgrund der stetig steigenden Nachfrage wurde 1820 eine zweite Scheune als Niederdeutsches Hallenhaus errichtet.
Durch die steigende Anfrage der durch den Bädertourismus wachsenden Ostseebäder Arendsee und Brunshaupten Ende des 19. Jahrhunderts, wurden die Scheunen komplett für Stallungen und das Lagern von Gütern wie Heu und Getreide genutzt. Für die Unterbringung der Bauernfamilien ist nördlich der Scheunen ein Wohnhaus aus Backstein errichtet worden. Der Gutshof wurde seitdem für die Versorgung der Badegäste in den umliegenden Seebädern genutzt.
In den 1930er Jahren, nach der Errichtung der Flakartillerieschule der Wehrmacht auf der Halbinsel Wustrow bei Rerik, stieg die Nachfrage nach Rohstoffen für die dort stationierten Soldaten. Aus diesem Grund wurden mehrere provisorische Unterstände für Landmaschinen errichtet.
Der Gutshof überstand den Zweiten Weltkrieg unbeschädigt. In den ersten Jahren nach dem Krieg wurde der Gutshof für die Versorgung der Menschen in der Umgebung genutzt. In der zweiten Phase der Bodenreform der Landwirtschaft in der DDR in den 1950er Jahren wurde der Hof in die LPG eingebunden. Durch die zunehmende Industrialisierung des Agrarsektors in der DDR wurden in Bastorf große Lager und Viehzuchthallen errichtet, sodass der Gutshof nun nur noch als Bauhof der örtlichen LPG diente. Bis Anfang der 1990er Jahre wurde der Hof für die Lagerung von Zement und anderen Baustoffen genutzt.
In den Jahren 1994 bis 1997 wurde der Gutshof saniert und wird seitdem als Familienferienhof genutzt.